# Nebenan
Nebenan (internationaler Titel: Next Door) ist ein deutscher Spielfilm von Daniel Brühl aus dem Jahr 2021. Die schwarze Komödie handelt von einem Filmstar (dargestellt von Brühl), der von einem Nachbarn (Peter Kurth) mit Enthüllungen konfrontiert wird.
Der Film wurde bei den 71. Internationalen Filmfestspielen Berlin uraufgeführt. Der Kinostart in Deutschland war am 15. Juli 2021.

## Handlung
Berlin, im Sommer: Der deutsch-spanische Schauspieler Daniel steht sowohl beruflich als auch privat auf der Sonnenseite des Lebens. Er wird für die Rolle in einem neuen US-Superheldenfilm gehandelt und bewohnt mit seiner Ehefrau eine komfortable Eigentums-Loftwohnung. Um die bilingual aufwachsenden Kinder kümmert sich eine Nanny. Als er kurz vor der Reise zum Casting nach London in der Eckkneipe im Prenzlauer Berg einkehrt, trifft Daniel auf Bruno. Sein älterer Nachbar aus Ost-Berlin hat nur auf diesen Moment gewartet. Bruno selbst sieht sich als Verlierer der Wiedervereinigung, Opfer der Gentrifizierung und will sich an Daniel rächen. Er konfrontiert den erfolgsverwöhnten Schauspieler mit Enthüllungen, die sein Privatleben und seine Karriere in Gefahr bringen. Zunächst berichtet er, dass das Kindermädchen Daniels Sohn geschlagen hat, dann deckt er auf, dass Daniels Frau Clara mutmaßlich eine Affäre mit Daniels Schauspielkollegen und Freund hat. Die Beweise dafür liefert er anhand von Rechnungen, auf die Bruno als Callcenter-Mitarbeiter einer Bank Zugriff hat. Außerdem konfrontiert er Daniel mit dessen Online-Chats mit einer Porno-Darstellerin, in denen dieser darüber hinaus noch über seine Frau hergezogen ist. Bruno hat die Daten von einem Tablet, das er aus der Wohnung entwendet hat, als er für Daniels Assistenten, der Bruno vertraute, die Blumen gießen sollte. Als Daniel Bruno Geld bietet, lehnt er ab. Zwischenzeitlich lässt Bruno das Tablet in die Praxis von Daniels Frau Clara bringen. Als diese schließlich in der Kneipe auftaucht, gibt sie die Affäre zu, zeigt sich aber auch enttäuscht von dem Fehlverhalten ihres Mannes. Am Ende kommt heraus, dass Brunos Vater zuvor in der Wohnung des Paares gewohnt hatte und dort mit Gewalt entmietet wurde. Sein Sohn Bruno, der direkt gegenüber wohnt und dadurch viele Gespräche und Geheimnisse des Paares mitgehört und gesehen hatte, will jedoch die Fassade der vermeintlich glücklichen Beziehung nicht mehr ertragen und hat sie deswegen erpresst. In der letzten Szene des Films sieht man, wie eine neue Mieterin, eine Schauspielerin, in die Wohnung gezogen ist und die Vorhänge in Brunos Wohnung langsam aufgezogen werden.

## Hintergrund
Für Daniel Brühl ist Nebenan sein Debüt als Filmregisseur, auch übernahm er die Hauptrolle. Das Drehbuch wurde von Daniel Kehlmann verfasst, nach einer Idee von Brühl.
Die Dreharbeiten fanden in Berlin statt und mussten am 28. März 2020 aufgrund der COVID-19-Pandemie unterbrochen werden. Ab 11. Mai wurden sie unter Einhaltung von strengen Schutzmaßnahmen wieder aufgenommen und endeten am 18. Juni 2020.
Die Außenaufnahmen der Eckkneipe entstanden an der Ecke Fidicinstraße/Kopischstraße, die Innenaufnahmen in einer nachgebauten Kneipe in einer Studiohalle der Bufa an der Oberlandstraße.
Produziert wurde der Film von der Firma Amusement Park, die Brühl gemeinsam mit Malte Grunert und Klaus Dohle in Berlin gegründet hatte, sowie dem deutschen Ableger von Warner Bros. Grunert beschrieb Nebenan Ende September 2019 als „finstere Komödie, die sich mit sozialer Ungleichheit und Gentrifizierung auseinandersetzt“. Als Koproduzentin wirkte Annegret Weitkämper Krug (Gretchenfilm) mit, während das Projekt vom Medienboard Berlin-Brandenburg, der Filmförderungsanstalt (FFA) und dem Deutschen Filmförderfonds finanziell unterstützt wurde.

## Rezeption
Im internationalen Kritikenspiegel der britischen Fachzeitschrift Screen International von allen 15 Berlinale-Wettbewerbsfilmen belegte Nebenan mit 1,8 von vier möglichen Sternen einen geteilten letzten Platz (gemeinsam mit Memory Box und Rengeteg – mindenhol látlak). Die Neue Zürcher Zeitung am Sonntag sah in dem Film ein „komödiantisches Kiez-Kneipen-Kammerspiel“.  In der Besprechung des Films in der Süddeutschen Zeitung wird das Ringen der grundverschiedenen Protagonisten, in dem mal einer mal der andere die Oberhand gewinnt, als ein „konzentriertes, abgründiges Vergnügen, wie es der deutsche Film nicht oft hervorbringt“, bewertet. Auch epd Film lobt vor allem Peter Kurth und Daniel Brühl, deren „minutiöse Mimik und Körpersprache“ den Film zu einem „atemraubenden Abenteuer, zum subtilen Kräftemessen zwischen zwei Schauspielern machen würden“. Das Portal Filmstarts sieht „ein spannendes Dialogduell, in dem nebenbei aber auch Themen wie Wiedervereinigung, Gentrifizierung und soziale Ungerechtigkeit verhandelt werden.“ Insgesamt sei der „kleine, feine Film“ auch ein „gelungenes Regiedebüt“ für Brühl. Bei Rotten Tomatoes erreicht der Film einen Score von 70 Prozent (bei den Zuschauern 73 Prozent).

## Auszeichnungen
Mit Nebenan konkurrierte Daniel Brühl erstmals um den Goldenen Bären, den Hauptpreis der Berlinale. Im selben Jahr wurde die Produktion für den Fair Film Award Fiction in der Kategorie „Spielfilm“ nominiert.